# Йован Хадживасилевич
Йован Хадживасилевич (на сръбски: Јован Хаџи-Васиљевић или Jovan Hadži-Vasiljević) е сърбомански книжовник, историк и етнограф.

## Биография
Роден е в 1866 година във Враня. Завършва основно училище в родния си град. Гимназия учи във Враня и в Ниш, а след това завършва Историко-филологическия отдел на Висшата школа в Белград. В 1898 година защитава докторат по философия във Виенския университет. От 1898 до 1904 година работи във външно министерство и служи в Битоля, Скопие и Белград. От 1904 до 1940 година е секретар на дружеството „Свети Сава“, което има за цел да пропагандира сърбизма в Македония. Участва в Балканските войни и Първата световна война.
Умира в 1948 година в Белград.

## Трудове
Хадживасилевич е автор на голям брой исторически, географски и етнографски трудове, предимно за Стара Сърбия и Македония. Редактор е на списание „Братство“. Най-важни негови трудове са:
- Прилеп и његова околина Архив на оригинала от 2015-02-27 в Wayback Machine., Београд, 1902;
- Јужна Стара Србија, историјска, етнографска и политичка истраживања I–II, Београд, 1909, 1913;
- Бугарска зверства у Врању и околини 1915-1918, Нови Сад, 1922;
- Четничка акција у Старој Србији и Маћедонији, Београд, 1928;
- Скопље и његова околина Архив на оригинала от 2015-02-27 в Wayback Machine., Београд, 1930;
- Аутобиографија, Врање, б. г.[1]